# Alex Rocco
Alex Rocco,  właśc. Alessandro Federico Petricone Jr. (ur. 29 lutego 1936 w Cambridge, zm. 18 lipca 2015 w Los Angeles) – amerykański aktor filmowy i telewizyjny.

## Życiorys

### Wczesne lata
Urodził się w Cambridge w Massachusetts jako syn włoskich emigrantów Mary (z domu DiBiase; 1909–1978) i Alessandro Sama Petricone (1896-19??). Dorastał w pobliżu Somerville.
Według niektórych raportów, Rocco był zamieszany w działalność irlandzkiej mafii w Bostonie. Pracował jako barman, kiedy studiował aktorstwo pod kierunkiem Leonarda Nimoya.

### Kariera
Debiutował na ekranie w dreszczowcu Russa Meyera Motor Psycho (1965). Pojawiał się potem gościnnie w serialach: ABC Batman (1967) z Adamem Westem, ABC Rekruci (The Rookies, 1974), CBS Barnaby Jones (1977), ABC Starsky i Hutch (1967) z Paulem Michaelem Glaserem i Davidem Soulem.
Przeszedł do historii kina przede wszystkim rolą gangstera Moe Greene’a w filmie Francisa Forda Coppoli Ojciec chrzestny (1972).
Można go było dostrzec także w sitcomach: Złotka (1985), Murphy Brown (1989), Szaleję za tobą (1996) oraz serialach: Drużyna A (1985), Napisała: Morderstwo (1986), Córeczki milionera (1987), Zdarzyło się jutro (1997), Strażnik Teksasu (2000) i Ostry dyżur (2005). Użyczył głosu Rogerowi Meyersowi Jr. w serialu animowanym Simpsonowie (The Simpsons, 1990, 1996, 1997), Floydowi Nesbitowi w Pinky i Mózg (Pinky and the Brain, 1996) i Bei Arthurowi w Family Guy (2001).

### Życie prywatne
Po przeprowadzce do Los Angeles, stał się wyznawcą bahaizmu, a następnie na przestrzeni lat pojawił się w wielu produkcjach związanych z tą religią.
Jego pierwszą żoną była Grace Petricone, z którą miał córkę Mary Ann. 24 marca 1966 poślubił Sandrę Elaine Garrett (ur. 1 września 1942, zm. 12 czerwca 2002). Adoptowali syna Marca Kinga (ur. 19 czerwca 1962 w Los Angeles, zm. 1 maja 2009, w wieku 46, w Northridge). Para miała dwoje dzieci - córkę Jennifer i syna Luciena i jednego wnuka. Sandra Rocco zmarła na raka w wieku 59 lat. 15 października 2005 Rocco ożenił się z Shannon Wilcox.
Zmarł 18 lipca 2015 w wieku 79 lat w Los Angeles w następstwie choroby nowotworowej.

## Filmografia
- Motor Psycho (1965) jako Cory Maddox
- Masakra w dniu świętego Walentego (1967) jako Diamond
- Dusiciel z Bostonu (1968) jako detektyw w mieszkaniu ofiary nr 10
- Ojciec chrzestny (1972) jako Moe Greene
- Śliska sprawa (1973) jako mężczyzna z lodami
- Przyjaciele Eddiego (1973) jako Jimmy Scalise
- Trzech bezlitosnych (1974) jako porucznik Di Nisco
- Szaleni detektywi (1974) jako prokurator
- Rafferty i dziewczyny (1975) jako Vinnie
- Hollywoodzki kowboj (1975) jako Earl
- Garbie jedzie do Rio (1980) jako Quinn
- Kaskader z przypadku (1980) jako Jake, szef policji
- Byt (1982) jako Jerry Anderson
- Wyścig armatniej kuli II (1984) jako Tony
- Mam cię! (1985) jako Al Moore, ojciec Jonathana
- Powrót do upiornej szkoły (1987) jako Harry Sleerik
- Biała dama (1988) jako Angelo „Al” Scarlatti
- Spełnione marzenia (1989) jako Gus Keller
- Ten papież musi umrzeć (1991) jako kardynał Rocco
- Borys i Natasza (1992) jako Sheldon Kaufman
- Miłość, honor i posłuszeństwo (1993) jako wujek Frank
- Dorwać małego (1995) jako gangster Jimmy Capp
- Szaleństwa młodości (1996) jako Sol Siler
- Do rany przyłóż (1997) jako pan McMurphy, ojciec Harolda
- Żegnaj, kochanku (1998) jako detektyw Crowley
- Dawno temu w trawie (1998) – rządca (głos)
- Dudley Doskonały (1999) jako szef
- Powiedz tak (2001) jako Salvatore Fiore, ojciec Mary
- Country Miśki (2002) jako Rip Holland
- Gruba ryba - bukmacher z kampusu (2002) jako Dominic
- Zlecenie (2003) jako Vernon Cray
- Uznajcie mnie za winnego (2006) jako Nick Calabrese
- As w rękawie (2006) jako Serna
- Gotowy czy nie (2009) jako Don Julio
- Batman: Rok pierwszy (2011) – Carmine Falcone (głos)